# Sobowtór (mitologia)

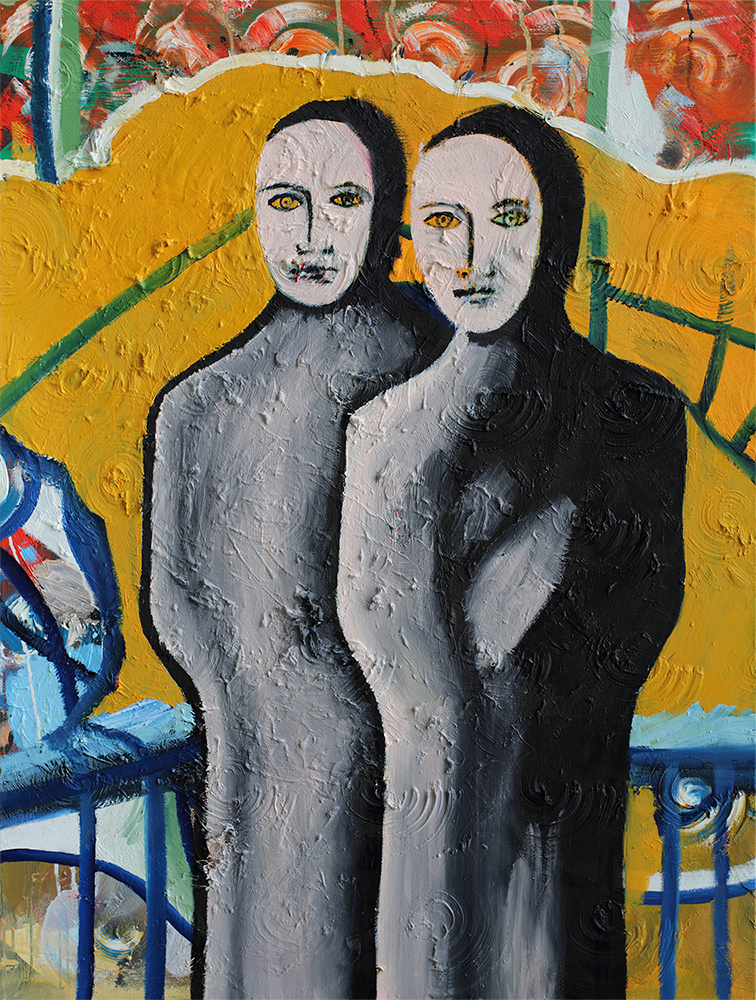
„Sobowtór 1” (niem. „Doppelgänger 1”), obraz Sebastiana Bieńka

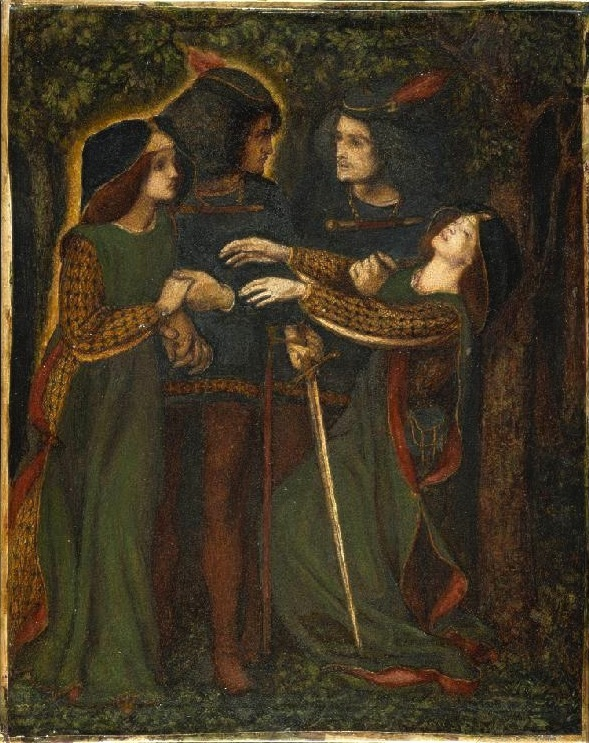
Dante Gabriel Rossetti, How They Met Themselves, 1860-64

Sobowtór (niem. Doppelgänger) – istota fikcyjna, duch-bliźniak żyjącej osoby; czarny charakter, mający zdolność pojawiania się w dwóch miejscach jednocześnie.
W języku niemieckim Doppelgänger oznacza po prostu sobowtóra. W wierzeniach jednak odnosi do złego brata bliźniaka. W języku niemieckim słowo to określa „podwójnego wędrowca”, kogoś, kto porusza się w taki sam sposób jak druga osoba. Słowo to może również oznaczać zjawisko polegające na tym, że człowiek widzi siebie samego kątem oka w miejscu, w którym zobaczenie swojego własnego odbicia jest niemożliwe. Takie zobaczenie samego siebie przyjmuje się jako zapowiedź nadchodzącej zguby lub nieszczęścia. Niektóre źródła mówią, że zobaczenie doppelgängera swojego przyjaciela lub krewnego zwiastuje chorobę lub niebezpieczeństwo dla osoby, która go ujrzała. Natomiast ujrzenie swojego własnego doppelgängera jest zapowiedzią rychłej śmierci. W mitologii skandynawskiej słowo „vardøger” oznacza duchowego bliźniaka, który jest zawsze o jeden krok przed żyjącą osobą, wykonując jej ruchy z wyprzedzeniem.

## Pisownia
Słowo Doppelgänger jest zapożyczeniem z języka niemieckiego: pochodzi od doppel (podwójny) oraz Gänger (wędrowiec). Słowo to, tak jak wszystkie inne rzeczowniki w języku niemieckim pisze się wielką literą. Język angielski dopuszcza pisownię tego słowa zarówno małą jak i wielką literą, chociaż umownie przyjęto zasadę pisania małą literą (doppelgänger). Alternatywną i poprawną angielską formą pisowni tego słowa jest doppelgaenger.
Podobną pisownię stosuje się w języku polskim. Powszechnym stało się również pominięcie w pisowni niemieckiego znaku diakrytycznego zwanego umlautem (dwie kropki nad samogłoską oznaczające zmianę dźwięku).

## Wierzenia ludowe
W niektórych wierzeniach ludowych doppelgängerzy nie rzucają cienia i nie mają odbicia lustrzanego. Ich zadaniem jest udzielanie porad i wskazówek osobie, której cieniem są. Czasami jednak ich rady mogą okazać się złośliwe i sprowadzić człowieka na złą drogę. Niekiedy te szczególne sobowtóry mogą zasiać ziarno niepewności w umyśle swojej ofiary lub ukazać się jej przyjaciołom lub krewnym, powodując zamieszanie. Jeżeli ktoś raz zobaczył swojego własnego sobowtóra, już zawsze będzie przez niego nawiedzany.
Inne podania ludowe mówią, że zobaczenie doppelgängera zwiastuje rychłą śmierć. Dlatego też jakiekolwiek próby komunikowania się z doppelgängerami uważa się za nierozsądne. Niektórzy wierzą, że sobowtór, który swoją naturą przypomina niemieckiego doppelgängera, może ukazywać się pod postacią zwierzęcia lub osoby o nieokreślonej płci czy kształcie.

## Relacje znanych osób

### Percy Bysshe Shelley
Percy Bysshe Shelley, ur. 4.08.1792, był angielskim poetą romantycznym. Utonął na miesiąc przed swoimi trzydziestymi urodzinami podczas wyprawy z Livorno do Lercii dnia 8 lipca 1822 roku. Shelley uważał, że spotkał swojego sobowtóra, który przepowiedział mu rychłą śmierć. 15 sierpnia 1822 roku podczas pobytu w Pizie jego żona Mary Shelley, autorka Frankensteina, w liście do Marii Gisborne opisała relację męża, który podobno spotkał swego sobowtóra. 23 lipca, czyli zaledwie tydzień po przedwczesnym porodzie Mary, Percy miał koszmar. Śniło mu się, że dom został zalany przez powódź. Tak to opisuje jego żona:

Następnego dnia powiedział mi, że od dłuższego czasu ma wizje – wychodząc na taras, spotkał swoją osobę, która zapytała go „jak długo masz zamiar być szczęśliwym”. Nienazbyt okrutne słowa i zdecydowanie żadna profecja tego, co miało się zdarzyć. Będąc chorym, Shelley często widział takie osoby. Najdziwniejszą jednak jest opowieść Pani W[illiams], która też go zobaczyła. Jane to kobieta rozumna, mającą niezbyt wybujałą wyobraźnię, a z całą pewnością nie nerwowa – zarówno w snach, jak i na jawie. Pewnego dnia, a był to dzień poprzedzający moją chorobę, [15 czerwca] stała w oknie wychodzącym na taras Państwa Trelawny, a był to dzień, w którym, jak jej się zdawało, dostrzegła Pana Shelley wychodzącego przez drzwi, jak miał w zwyczaju, nieodzianego ani w płaszcz, ani w marynarkę. Przeszedł jeszcze raz, po czym jeszcze dwukrotnie wychodził na taras. Od strony tarasu nie było innego wejścia do domu (poza oknem na wysokości 2 metrów). Pani Williams była zaskoczona, widząc go dwukrotnie wychodzącego, więc rozejrzała się, a nie widząc go, jęła krzyczeć „Wielki Boże! Shelley spadł z wysokości? Gdzie może być?” Trelawny odpowiedział, że „żaden Shelley tędy nie przechodził”. Zapytał, „co się stało Pani Trelawny?” Trelawny oznajmiła, że usłyszawszy to, jęła trząść się i rzeczywiście potwierdziło się, że Shelley nigdy nie był na tarasie, a w czasie, gdy go ponoć widziała, był w dalekiej podróży.

### John Donne
Izaak Walton twierdził, że w 1612 roku w Paryżu angielski poeta metafizyczny John Donne zobaczył sobowtóra swojej żony. Było to tej samej nocy, której wydawała na świat martwą córkę.

Dwa dni po przyjeździe, Pan Donne został sam w pokoju, w którym wcześniej wraz z sir Robertem i kilkorgiem przyjaciół wspólnie spożywali obiad. Sir Robert wrócił tam po półgodzinie i zastał tam Donne’a, tak jak go zostawił, tyle że Donne był w stanie Ekstazy, która odbiła się na jego obliczu. Stan ten tak zdziwił sir Roberta, że pragnął dowiedzieć się, co zdarzyło się w czasie tak krótkiej jego nieobecności. Donne nie potrafił udzielić przytomnej odpowiedzi, jednak po długiej przerwie w końcu odrzekł: „Od kiedy wyszedłeś, nie opuszcza mnie straszliwa Wizja: moja ukochana żona dwukrotnie minęła mnie w tym pokoju, włosy opadały jej na ramiona, a w ramionach trzymała zmarłą córkę. To właśnie widziałem.” sir Robert odpowiedział na to: „Oczywiście, od czasu, kiedy Pana widziałem, z pewnością Pan spał. To jest przyczyną tego melancholijnego snu, o którym pragnąłbym, by Pan zapomniał, bowiem już Pan nie śpi”. Odpowiedzią Donne’a było: „Nie mogę mieć większej pewności, że żyję i że wtedy nie spałem, równie pewien jestem jej ponownego pojawienia się. Zatrzymała się, spojrzała mi prosto w twarz i zniknęła”.

Ten opis pojawia się w książce Life of Dr John Donne (Życie doktora Johna Donne) z 1675 roku i przypisuje się go „Osobie Szacownej… która opowiedziała to w takich okolicznościach, z taką pewnością, że… szczerze wierzę, że to co mi powiedziała, uważała za prawdziwe”. W tym czasie Donne rzeczywiście był zatroskany o swoją ciężarną żonę i sam był ofiarą poważnych chorób. Jednak, R. C. Bald wskazuje, że opowieść Waltona jest „naszpikowana niejasnościami”. Mówi on, że Donne wraz z Drurysami przebył drogę z Londynu do Paryża w 12 dni, a wizja miała miejsce dwa dni później. Służący posłany do Londynu. Znalazł Panią Donne przykutą do łóżka w posiadłości rodziny Drury. Oczywistym jest, że Donne dotarł do Paryża nie wcześniej niż trzy miesiące po opuszczeniu Anglii, a jego żona nie przebywała w Londynie tylko na Wyspie... 24 stycznia odbył się pogrzeb dziecka. Jednak do 14 kwietnia Donne przebywający w Paryżu nie przyjął do siebie przestrogi żony”. W styczniu ciągle był w Amiens. Jego listy nie potwierdzają tej wersji wydarzeń.

### Abraham Lincoln
W biografii autorstwa Carla Sandburga znajduje się następujący fragment:

Dziwny sen bądź złudzenie nawiedzało czasami Lincolna w czasie zimy. 6 listopada, w wieczór wyborów prezydenckich, po otrzymaniu jednego z pierwszych telegramów o swoim zwycięstwie, rzucił się na jedną ze swoich sof. Spojrzał w lustro nad sekretarzykiem po drugiej stronie pokoju i zobaczył w nim swoją postać, ale o dwóch twarzach. Zaniepokoiło go to. Wstał. Złudzenie znikło. Jednak, kiedy ponownie się położył, w lustrze znów pojawiły się dwie twarze, jedna z nich była bledsza. Wstał jeszcze raz, ale w ferworze wyborczym zapomniał o tym zdarzeniu. Niestety iluzja wróciła, nawiedziła go. Powiedział o tym żonie; ona również się zmartwiła. Kilka dni później Lincoln znów spróbował i dwie twarze również się ukazały. Jednak po raz ostatni. Zjawa już nigdy nie powróciła, jak powiedział swojej żonie. Ona uznała, że była to wróżba ponownego wyboru męża na prezydenta, a bladość jednego z oblicz miała oznaczać, że nie przeżyje on drugiej kadencji.

Poniższy fragment pochodzi z książki Washington In Lincoln’s Time (1895) autorstwa Noah Brooksa. Brookes twierdził, że usłyszał te słowa od samego Lincolna 9 listopada 1864 roku po jego reelekcji oraz że „zaraz po tym” je spisał. Utrzymywał również, że opowieść ta została potwierdzona przez Mary Todd Lincoln oraz częściowo potwierdzona przez prywatnego sekretarza Lincolna – Johna Haya (który twierdził, że ta wypowiedź miała miejsce w dniu przedstawienia kandydatury Lincolna na prezydenta, a nie w dniu jego wyboru). Wersja Brooksa brzmi następująco (w słowach Lincolna):

To było zaraz po mojej elekcji w 1860 roku, kiedy przez cały dzień wiadomości o wygranej przychodziły często i w dużych ilościach. Wszyscy bardzo się cieszyliśmy. Byłem wykończony i poszedłem do domu, by odpocząć. Położyłem się na szezlongu w moim gabinecie. Naprzeciwko miejsca, w którym leżałem, nad sekretarzykiem wisiało lustro (w tym momencie wstał i pokazał to miejsce). Ujrzałem w nim swoje odbicie, ale moja twarz miała jakby dwa osobne, różne od siebie wizerunki. Czubek jednego z nosów był oddalony od drugiego o jakieś 3 cale. Byłem nieco zaniepokojony, być może wystraszony. Wstałem, spojrzałem w lustro, ale zjawa znikła. Gdy położyłem się ponownie, pojawiła się raz jeszcze. Tym razem była bardziej wyraźna. I wtedy zauważyłem, że jedna z twarzy jest bledsza od drugiej – powiedzmy o pięć odcieni. Wstałem i znów się rozpłynęła. Wyszedłem i w ferworze wydarzeń zapomniałem o wszystkim. Jednak nie do końca, bo to coś co jakiś czas wracało, wzbudzając we mnie taki ból, jakby stało się coś nieprzyjemnego. Tego wieczoru po powrocie do domu powiedziałem o wszystkim żonie. Kilka dni później jeszcze raz przeprowadziłem eksperyment i (śmiejąc się), jak można było się spodziewać, to coś powróciło! Nigdy potem nie udało mi się wywołać zjawy ponownie, chociaż raz usilnie próbowałem pokazać ją mojej żonie, która bardzo się martwiła. Myślała, że to był „znak” mojego ponownego wyboru na ten urząd, a bladość jednej z twarzy to zapowiedź tego, że nie przeżyję tej kadencji.

Lincoln słynął z bycia przesądnym, co więcej – stare lustra mogą czasami wytwarzać podwójne obrazy. To, czy ta iluzja, nawiązująca do wizerunku mitologicznego boga Janusa, może być uważana za doppelgängera, jest raczej kwestią dyskusyjną. Chociaż najprawdopodobniej nie bardziej niż inne tego typu twierdzenia. Innym wyjaśnieniem tego widzenia może być fakt, że Lincoln miał zeza w lewym oku, schorzenie, które może powodować wrażenie pionowo przesuniętego obrazu.

### Johann Wolfgang Goethe
Pod koniec Księgi Jedenastej swojej autobiografii „Aus meinem Leben. Dichtung und Wahrheit” („Z mojego życia. Zmyślenie i prawda”) Goethe, jakby mimochodem, napisał:

Mimo nawału zajęć i zamętu wrażeń nie mogłem odmówić sobie przyjemności zobaczenia Fryderyki. Były to bardzo przykre dni i nie pozostały mi w pamięci. Kiedym, dosiadłszy już konia, podał jej rękę, miała łzy w oczach, a i mnie ciężko było na duszy. Pojechałem ścieżką wiodącą ku Drusenheim. I tutaj miałem nagle przedziwne widzenie. Ujrzałem nie na jawie, ale oczami duszy siebie samego, jadącego konno tą samą drogą z przeciwnej strony, jakby na moje spotkanie, ubranego w szatę, jakiej nigdy na sobie nie miałem: była szaroniebieska, gdzieniegdzie wyszywana złotem. Gdym się otrząsnął z tego zamroczenia, postać owa nagle znikła. Dziwna rzecz jednak, że w osiem lat później, w ubraniu, jakie mi się wyśniło, a które całkiem przypadkowo miałem na sobie, jechałem tą samą drogą, aby raz jeszcze odwiedzić Fryderykę. Zresztą, co bądź się o tych sprawach sądzi, w każdym razie osobliwa ta zjawa przyniosła mi pewną ulgę w owych chwilach rozstania. Ból spowodowany tym, że żegnałem na zawsze cudowną Alzację i wszystko, co w niej przeżyłem, znacznie złagodniał; wyrwałem się z zamętu uczuć i myśli, a przyjemna, samotna podróż wróciła mi spokój ducha.

Jest to rzadki przykład łagodnego i krzepiącego sobowtóra.

### Emilie Sagée
Niezwykły przypadek Emilie Sagée opisał Robert Dale Owen. Tę historię opowiedziała mu łotewska arystokratka Julie von Güldenstubbe. Opowiedziała mu, że w latach 1845-46 jako trzynastolatka wspólnie z innymi dziećmi w grupach od 13 do 42 osób, była świadkiem bilokacji swojej 32-letniej nauczycielki francuskiego – Emilie Sagée. Zdarzenia miały miejsce w biały dzień, w „Pensjonacie von Neuwelcke”. Aktywność sobowtóra Sagée polegała na:
- wiernym naśladowaniu pisania i jedzenia, ale bez niczego w swoich rękach.
- poruszaniu się niezależnie od Sagée oraz pozostawaniu w bezruchu, kiedy Sagée się przemieszczała.
- pojawianiu się w pełni zdrowia, podczas gdy Sagée była poważnie chora.

Pozornie, sobowtór ten unikał dotyku, ale w rzeczywistości był niematerialny (pewna dziewczynka przeszła przez ciało sobowtóra).

## Badania naukowe, psychologiczne i filozoficzne

### Lewy styk skroniowo-ciemieniowy
We wrześniu 2006 roku w magazynie naukowym Nature ogłoszono, że Shahar Arzy wraz ze współpracownikami ze szpitala uniwersyteckiego w Genewie poprzez elektromagnetyczną stymulację mózgu pacjentki odtworzył efekt bardzo przypominający zjawisko sobowtóra. Zastosowali ogniskową elektrostymulację styku ciemieniowo-skroniowego, gdy pacjentka leżała na łóżku. Pacjentka od razu poczuła obecność drugiej osoby w „sferze pozaosobowej”. Poza padaczką, na którą była leczona, profil psychologiczny pacjentki był prawidłowy.
Tę drugą osobę pacjentka opisała jako młodą, cichą, o nieokreślonej płci, i o podobnej posturze ciała. Co więcej, osoba ta znajdowała się dokładnie za nią, niemal jej dotykała, co w rzeczywistości oznacza, że była w łóżku, na którym leżała pacjentka.
Kolejna dawka elektrostymulacji miała nieco większe natężenie. Zastosowano ją, gdy pacjentka podnosiła się, mając złożone ręce. Tym razem poczuła obecność mężczyzny, który objął ją. Pacjentka opisała to odczucie jako wysoce nieprzyjemne, dlatego przerwano elektrostymulację.
Na końcu, gdy pacjentka siedziała, zastosowano elektrostymulację, podczas testu językowego z użyciem plansz. Tym razem pacjentka zgłosiła obecność osoby siedzącej za nią na prawo. Powiedziała, że próbowała przeszkodzić jej w wykonywaniu testu: „On chce wziąć planszę; nie chce żebym czytała.” Po raz kolejny sytuacja była nieprzyjemna dla pacjentki, dlatego zakończono elektrostymulację.
Podobne rezultaty miały miejsce dla innych pozycji i postaw, kiedy elektrostymulacja przekroczyła 10 mA na lewym styku skroniowo-ciemieniowym.
Arzy i jego współpracownicy sugerują, że lewy styk skroniowo-ciemieniowy mózgu wywołuje wrażenie widzenia własnej osoby – lokalizacja ciała, pozycja, postura etc. Kiedy styk skroniowo-ciemieniowy jest podrażniony, uczucie autoatrybucji jest załamane i może zostać zastąpione poczuciem obecności obcej osoby lub własnej kopii przeniesionej niedaleko, która odzwierciedla postawę, lokalizację i pozycję osoby rzeczywistej. Arzy wraz ze współpracownikami uważają, że zjawisko, jakie stworzyli, jest obserwowane w niektórych chorobach umysłowych, takich jak schizofrenia, szczególnie gdy towarzyszy temu jeszcze paranoja, złudzenie bycia prześladowanym oraz kontrolowanym przez kogoś obcego. Opisane efekty bardzo przypominają zjawisko sobowtóra. Co więcej, niektóre przypadki mogą być spowodowane przez uszkodzenie lewego styku skroniowo-ciemieniowego.
Również zjawisko urojeń monotematycznych związane jest tego rodzaju problemami psychologicznymi, włącznie z tzw. „zespołem własnego sobowtóra”. Zob. także prace Olofa Blanke o doświadczeniu „poza ciałem”.

### Otto Weininger
W swojej filozoficznej pracy zatytułowanej Płeć i charakter, filozof Otto Weininger pisze: „Co więcej, proszę rozważyć ten przykład: żadne zwierzę nie boi się swego szklanego odbicia, podczas gdy żaden mężczyzna nie mógłby spędzić życia w pomieszczeniu z lustrami. Czy ten strach, strach przed sobowtórem (godne uwagi jest, że kobiety są pozbawione tego strachu; nie słyszano o sobowtórach płci żeńskiej), może być wyjaśniony w oparciu o zasady Darwina? Słowo „sobowtór” jest jedynie używane, by wzbudzić głęboki strach w umyśle każdego mężczyzny. Filozofia empiryczna nie może tego wytłumaczyć; ta sprawa sięga głębi”.

## Nawiązania w kulturze

### Literatura
Archetyp sobowtóra jako „mrocznego bliźniaka” czyjejś osobowości występuje w wielu książkach, począwszy od Sobowtór: poemat petersburski Fiodora Dostojewskiego, poprzez Season of Migration to the North Tayeba Saliha, skończywszy na Niewidzialnym człowieku Ralpha Ellisona. Sobowtór w swojej najprostszej postaci, jako niezrozumiały byt, jest klasyczną przenośnią stosowaną w literaturze, od Wieczoru Trzech Króli Shakespeare’a do Opowieści o dwóch miastach Dickensa. Bohaterowie wymienionych dzieł wyglądają podobnie z dwóch przyczyn, którymi mogą być więzy rodzinne (rodzeństwo) lub czysty przypadek. W tym ostatnim nie możemy jednak mówić o wystąpieniu zjawiska doppelgängera. Kolejnym przykładem występowania zjawiska doppelgängera jest powieść Julio Cortazara „Gra w klasy”. W scenie mającej miejsce w zakładzie psychiatrycznym główny bohater Oliveira nazywa swego przyjaciela doppelgängerem, co nabiera szczególnego znaczenia w kontekście rodzącego się u niego obłędu i przekonania, że ów przyjaciel chce go zabić.
Niektóre mity podają bardziej tajemnicze wyjaśnienia, według których sobowtór powstaje poprzez magię lub żeby stać się czyjąś klątwą. Jest on przeważnie, choć nie zawsze, złą postacią. Ten „zły” często przybiera postać ofiary, rujnuje jej życie, na przykład poprzez popełnianie przestępstw w jej imieniu lub obrażanie przyjaciół ofiary. Tak dzieje się w powieści „Jonasz” Jamesa Herberta. Czasami może nawet próbować zabić swój pierwowzór. Jednak w wielu przypadkach taka kara jest najzupełniej zasłużona. Przykładem może być główny bohater krótkiego opowiadania pt. William Wilson Edgara Allana Poego, człowiek o wątpliwej reputacji, który jest szykanowany przez swojego sobowtóra przede wszystkim w sytuacjach, kiedy jego moralność zawodzi. Inne książki fantastyczne ukazują byty, które można określić mianem „zmiennokształtnych”. Owi „zmiennokształtni” mogą być zarówno utalentowanymi osobnikami, jak i odmienną rasą, która może przybierać dowolną postać. Jeśli chodzi o przypadek sobowtóra jako posłańca śmierci, to pojawia się on w filmie Ghost Dog: Droga samuraja, w którym główny bohater spotyka groźnego psa przed swoją śmiercią. To samo zwierzę może też być zwiastunem punktu zwrotnego w jego życiu. Ten rodzaj sobowtóra może wydawać się postacią z kręgu mitów, która może przybrać nieludzką formę.
Kolejnym rodzajem sobowtóra, często obecnym w kulturze science-fiction, jest klon. Dzięki klonowaniu można obecnie stworzyć genetycznie takie samo stworzenie, które nie będzie posiadało ani wspomnień, ani doświadczeń pierwowzoru. Z drugiej jednak strony, niektóre klony mogą posiadać zmodyfikowaną osobowość.
Ideę sobowtóra zaobserwować można także w dziełach traktujących o podróżach w czasie czy światach równoległych. W tym przypadku klon jest prawdziwym uosobieniem pierwowzoru, tyle tylko że pochodzi z innej czasoprzestrzeni lub z innego, równoległego świata.
W twórczości Andrzeja Sapkowskiego pojawiają się istoty zwane dopplerami, vexlingami, mimikami, mieniakami, podwójniakami czy bedakami) – istoty pozbawione wszelkich form ochrony (nie mają pazurów, kłów), jednak są bardzo inteligentne i potrafią przybierać postać niemal każdej napotkanej istoty (warunkiem jest zbliżona masa ciała). Ze względu na swoje zdolności są prześladowane. Złapany doppler zwyczajowo ma być palony żywcem po oblepieniu gliną w kształt kuli.  
W powieści Brzechwy Tryumf pana Kleksa pojawiła się Wyspa Sobowtórów. Anemon Lewkonik znalazł na niej wśród sobowtórów znanych postaci własnego i ożenił się z Multiflorą, którą uważał za jego siostrę (Według słów Pana Kleksa nie była nią). W dniu ślubu jego sobowtór zniknął.
Hermes Varini, w powieści The Great Adversary (2007), podejmuje temat sobowtóra i podnosi na płaszczyznach bohaterskiej i inicjacyjnej.

### Muzyka
Franz Schubert skomponował pieśń do słów Heinricha Heinego, nadając jej tytuł Der Doppelgänger. Oryginalnie wiersz nie miał tytułu, lecz w trzeciej strofie podmiot liryczny zwraca się do swego sobowtóra. Pieśń jest jedną z sześciu tworzących zbiór Schwanengesang (Łabędzi śpiew) powstały w roku 1828. W tym samym roku kompozytor zmarł.
Ponadto, „bliźniacy” są tematem piosenek, np. „Doppelganger I love you” norweskiego zespołu Zeromancer lub „Doppelganger” duńskiego Efterklang. W Stanach Zjednoczonych istnieje duet hip-hopowy The Doppelgangaz.

### Gry fabularne
W grze RPG pt. Dungeons & Dragons występują stwory zwane „dopplegangerami”. Są one w stanie zmienić się w każdą człekokształtną postać, a nawet w wybraną osobę. Stworzenia te są także obdarzone talentem aktorskim oraz umiejętnością czytania w ludzkich myślach, co powoduje, że wiedzą, kiedy ktoś zaczyna się domyślać, kim są naprawdę. Co więcej, są idealnymi szpiegami i zamachowcami oraz, choć nie są źli do cna, są najczęściej uważani za głównych sprawców zdradzieckich intryg. Potomków „dopplegangera” i człowieka określa się mianem „odmieńca”. „Odmieńcy” stanowią jedną z głównych ras, które może wybrać gracz, grając w kampanię na Eberron.

### Gry komputerowe
W świecie Warhammera istoty o nazwie „doppelgänger” są zdolne do zmiany swojego kształtu ciała. Powstałe w trakcie Inwazji Chaosu. Potrafią upodobnić się do każdej istoty humanoidalnej o wzroście od 1,2 do 2,4 metra. W wyniku przemiany doppelgängery nie tylko imitują budowę ciała, ale również ubranie, ekwipunek, mowę oraz maniery zaobserwowanej osoby. Po upodobnieniu istoty te zazwyczaj zabijają i zjadają swoje ofiary, po czym zajmują ich miejsce. Poza środkami magicznymi doppelgängery są niemal niewykrywalne. W swojej nieprzemienionej postaci istoty te są humanoidami o wzroście ok. 180 cm. Wyglądają one, jakby nie posiadały skóry – organy wewnętrzne, mięśnie i naczynia krwionośne są stale widoczne.
W serii gier komputerowych Tomb Raider pojawiają się dwa typy doppelgängera: w części pierwszej jest to istota pozbawiona skóry i wykonująca dokładnie te same ruchy, co bohaterka, w Underworld jest to stworzenie doskonalsze: posiada skórę i włosy i oprócz wykonywania podobnych ruchów, jest o wiele bardziej niezależny w stosunku do swojego pierwowzoru, oraz o wiele silniejszy i sprawniejszy fizycznie, niż Lara Croft.
W grze Devil May Cry 3 bohater Dante walczy z wyglądającym jak on, tyle że czarnym (jak cień) bossem nazywającym się Doppelganger, a następnie otrzymuje styl Doppelganger umożliwiający sklonowanie bohatera, który to klon wykonuje te same ruchy co Dante kontrolowany przez gracza. Może też być kontrolowany przez drugiego gracza.
W grze Prince of Persia bohater, przechodząc przez zwierciadło na 4 poziomie, uwalnia sobowtóra, który od tej pory będzie mu kilkakrotnie utrudniał życie. Kiedy dojdzie do ostatecznej konfrontacji, a sobowtór znajdzie broń, bohater musi schować swoją. Sobowtór uczyni to samo i będzie można na powrót się z nim „połączyć”.

### Filmy i seriale
W serialu Pamiętniki wampirów emitowanym na kanale The CW, postać głównej bohaterki Eleny Gilbert i postać wampirzycy Katherine Pierce (właściwie Katerina Petrova) to doppelgängery prastarej wiedźmy. Obie postacie są grane przez Ninę Dobrev. Nina Dobrev grała Elenę, Katherine, a także prawdopodobnie Tatię. Wszystkie te postacie pochodzą od najstarszego sobowtóra, Amary, którą także grała Nina Dobrev. W sezonie piątym pojawił się kolejny doppelgänger, okazuje się bowiem, że Stefan Salvatore jest sobowtórem najstarszego nieśmiertelnego w dziejach. Obie te postacie grał Paul Wesley.
Doppelganger pojawił się w serialu Martin Tajemniczy. 
Wątek sobowtóra pojawił się w serialu Miasteczko Twin Peaks i Twin Peaks. W Twin Peaks (serial telewizyjny 2017) znaczna część akcji serialu koncentruje się wokół zmagań agenta Coopera z jego doppelgängerem.
Do motywu Doppelgängera nawiązuje film Doppelgänger. Sobowtór w reżyserii Jana Holoubka.